# Hanns Lohmann
Hanns Lohmann (* 3. März 1967 in Essen) ist ein deutscher Journalist.

## Leben
Lohmann sammelte im Jahr 1989 erste journalistische Erfahrungen bei der WAZ in Essen, wechselte Anfang der 1990er Jahre zum nordrhein-westfälischen Privatfunk und arbeitete dort bei den Sendern Radio K.W., Ruhrwelle Bochum (heute Radio 98,5) und Radio Essen. Im Jahr 1996 absolvierte er beim damaligen SDR in Stuttgart ein Volontariat. Anschließend arbeitete Lohmann etwa ein Jahr in der Redaktion von SDR1 aktuell, bevor er im Jahr 1998 nach Mainz wechselte. Dort arbeitete er am durch die SDR-/SWF-Fusion entstandenen Programm SWR1 Rheinland-Pfalz von Gründung an als Redakteur und Moderator verschiedener Sendungen mit.
Lohmann ist regelmäßig in den Sendungen Der Vormittag und der Talkshow Leute bei SWR1 Rheinland-Pfalz zu hören sowie bei Night-Fever-Parties von SWR1 Rheinland-Pfalz zu erleben. Er war als Moderator von SWR1 leute night im Fernsehen zu sehen.
Lohmann ist verheiratet und hat drei Söhne. Er lebt in Mainz-Hartenberg-Münchfeld.